# Søren Løvtrup
Søren Løvtrup (1922–11. november 2002) var en dansk embryolog og videnskabshistoriker, der arbejdede på afdelingen for dyrefysiologi på Umeå Universitet i Sverige. Han var kendt for sin makromutationsteori i evolutionen, der stod i modsætnig til den traditionelle nydarwinisme. I 1987 udgav Løvtrup en kontroversiel bog kaldet Darwinism: The Refutation of a Myth der udfordrede Charles Darwins rolle som den intellektulle grundlægger af evolutionsteori, og han anklagede Darwin for plagiat.